# Villa Canali Gaslini
Villa Canali Gaslini è una villa unifamiliare affacciata su corso Italia, nel quartiere genovese di Albaro.
Edificata per la famiglia Canali da Gino Coppedè, è un tipico esempio del personalissimo stile di questo architetto, liberamente ispirato al gotico fiorentino del Quattrocento.

## Storia
La villa, una delle ultime opere a Genova dell'architetto fiorentino, fu costruita tra il 1924 e il 1925 per la famiglia Canali. Il terreno su cui sorge costituiva l'ultima propaggine verso il mare di un'estesa proprietà della famiglia Raggio; nel 1919 questa porzione di terreno fu venduta dal conte Carlo Raggio ad Elena Villani, moglie del Canali, che pochi anni dopo avrebbe commissionato al Coppedè il progetto della villa.
Divenuta sede del consolato del Giappone, nel 1942 fu acquistata da Gerolamo Gaslini (industriale oleario e fondatore dell'istituto pediatrico intitolato alla figlia Giannina) che intendeva farne la residenza della propria famiglia, ma per le vicende del periodo bellico fu occupata prima dalle truppe tedesche e poi da quelle alleate.
Rientrata in possesso dei Gaslini nel 1948, rimase abitazione della famiglia fino alla scomparsa dell'ultima figlia Germana, nel 1988; per volontà del senatore Gaslini, che era mancato nel 1964, la villa divenne sede della fondazione medica che porta il suo nome.

## Descrizione
La villa sorge su un poggio in posizione sopraelevata rispetto al lungomare di corso Italia, in corrispondenza della spiaggia di San Giuliano, nel tratto compreso tra la storica abbazia e l'omonimo forte; è circondata da uno scenografico giardino, di circa un ettaro di superficie, digradante verso la strada, al cui livello si trova la portineria, che riprende lo stile dell'edificio principale.

### Esterno
L'edificio, composto di tre piani fuori terra ed un seminterrato, ha una volumetria molto articolata, formata da un parallelepipedo centrale con ai lati due bassi corpi di fabbrica, la cui copertura corrisponde ai terrazzi al secondo piano. Il prospetto principale, affacciato su corso Italia, è caratterizzato da un loggiato con archi a tutto sesto che corre lungo il piano terreno, dove si trovano gli ambienti di rappresentanza. I prospetti sono caratterizzati da un'alternanza di intarsi di marmi, piastrelle in ceramica, pietre e mattoni a vista, con bifore e trifore.

### Interno
Al piano terreno si trova un vasto salone, arredato con mobili di pregio e con i numerosi ritratti dei componenti della famiglia Gaslini. I due vani adiacenti al salone, in origine il salotto e la sala da pranzo della famiglia sono oggi locali di rappresentanza della fondazione.
L'accesso ai piani superiori è collocato sul fronte nord, dove un monumentale scalone in legno raggiunge il primo piano tramite tre ampie rampe; il vano scala ha il soffitto a cassettoni in legno intarsiato. Al primo piano, dove erano un tempo le camere da letto, le stanze sono decorate con stucchi e affreschi.

### La portineria
L'edificio della portineria, aperto direttamente sul marciapiede a monte di corso Italia, riprende, nell’articolazione dei volumi e nella decorazione, il motivo architettonico dell'edificio padronale e contribuisce, insieme con il giardino, a qualificare l'aspetto complessivo della villa.